# Cramergrachtsluis

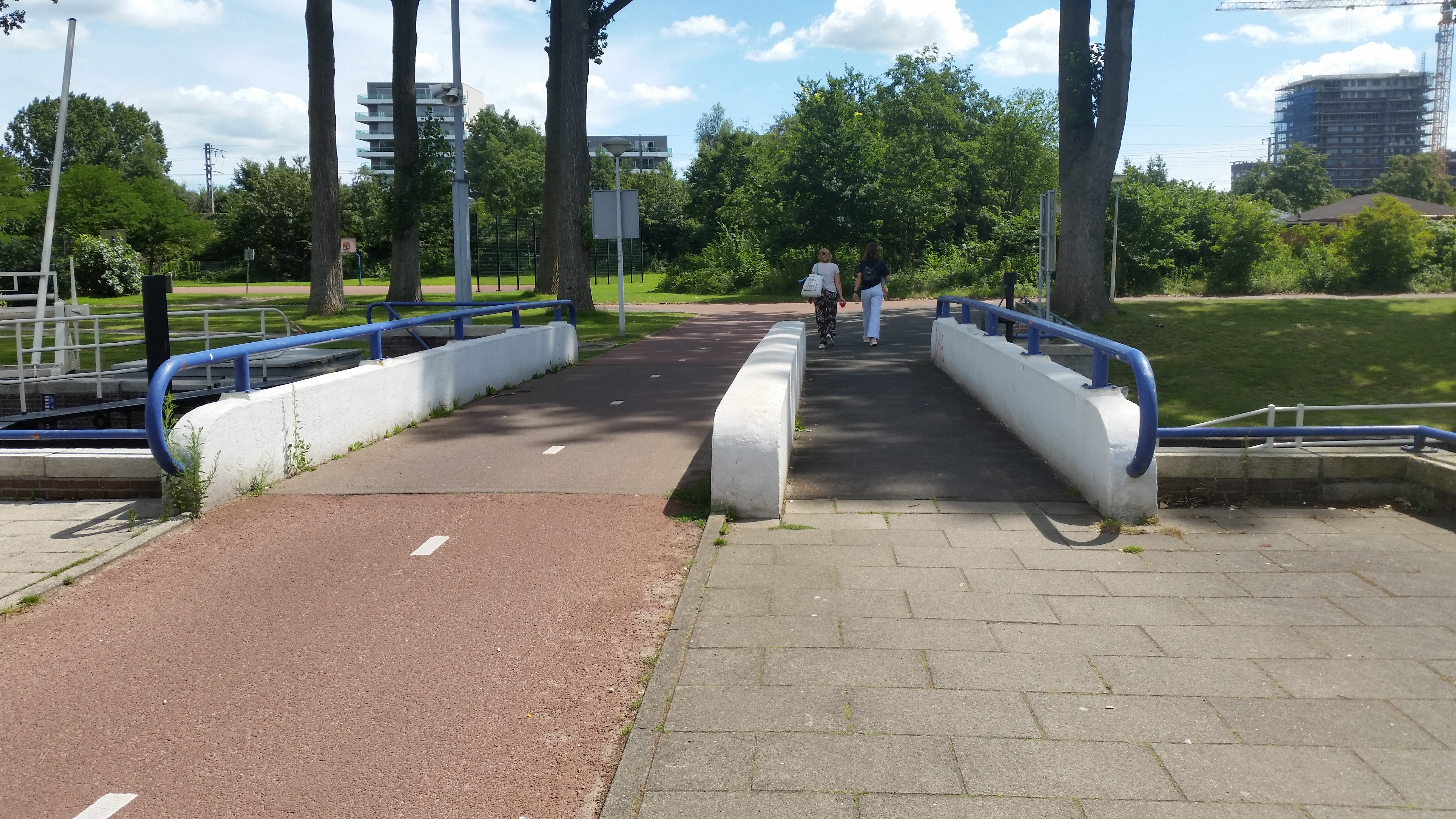
Brug 1831 gezien richting Laan van Spartaan (juli 2020)

De Cramergrachtsluis (sluis nr. 112) of Slotermeersluis ligt in de Burgemeester Cramergracht in Slotermeer, Amsterdam Nieuw-West. Enkele meters ten zuiden van de schutsluis ligt over de gracht brug 1831.

## Sluis
De naam van de sluis voert terug op de gracht, die vernoemd is naar Willem Daniël Cramer van 1836 tot 1841 burgemeester van Amsterdam. De gracht vormt de verbinding tussen de Sloterplas en Slotervaart aan de zuidkant en Burgemeester van Tienhovengracht en Erasmusgracht aan de noordkant. De sluis is nodig voor verkeer over water omdat de Slotervaart en Sloterplas op zogenaamd polderpeil liggen, met een streefpeil van 2,10 meter beneden NAP, en De Burgemeester van Tienhovengracht en Erasmusgracht op 40 cm beneden NAP. Het zogenaamde stadsboezempeil, dat in het grootste deel van Amsterdam wordt gehandhaafd.
Sinds juni 2010 worden de Akersluis en de Cramergrachtsluis op afstand bediend vanaf de Nieuwe Meersluis (sinds 2011 via het hoofdkantoor van Waternet), op aanvraag via telefoon of marifoon, zodat de vaarroutes van Amsterdam-Centrum naar de Sloterplas (via Kostverlorenvaart, Admiralengracht, Erasmusgracht en Burgemeester Cramergracht) en van de Sloterplas naar de Ringvaart (via Osdorpergracht, Hoekenesgracht en de Slotervaart) beter toegankelijk zijn geworden.
Deze beide verbindingen kunnen met het Nieuwe Meer en de Schinkel, via de Nieuwe Meersluis, tot een rondje worden gecombineerd. De sluizen worden sinds januari 2011 bediend door Waternet, de organisatie die de watertaken van de gemeente Amsterdam en het Waterschap AGV uitvoert.

## Brug 1831
Van de voet- en fietsbrug die bijna over de zuidelijke sluisdeuren is gelegd is weinig bekend. Ze verzorgt een verbinding tussen de wijk Laan van Spartaan en de Johan Broedeletstraat met sportvelden enerzijds en een van de zijtakken van de Burgemeester van de Pollstraat, waaraan portiekwoningen zijn gebouwd, anderzijds. De brug werd gelijktijdig met de sluis gebouwd. Het relatief hoge brugnummer 1831 is gevolg van de overname van het beheer door de gemeente Amsterdam in 1990. Daarvoor stond ze bekend als brug 141P hetgeen erop wijst dat de brug weliswaar in Amsterdam ligt, maar dat die stad de brug niet in beheer had, vermoedelijk het eerder genoemde hoogheemraadschap.
<<< · 1800 · 1801 · 1802 · 1803 · 1804 · 1805 · 1806 · 1807 · 1808 · 1809 ·  1810 · 1811 · 1812 · 1813 · 1814 · 1815 · 1816 · 1818 · 1819 · 1820 · 1821 · 1822 · 1823 · 1824 · 1826 · 1827 · 1828 · 1829 · 1830 · 1831 · 1832 · 1833 · 1834 · 1835 · 1836 · 1837 · 1838 · 1839 · 1840 · 1841 · 1842 · 1843 · 1844 · 1845 · 1846 · 1847 · 1848 · 1849 · 1850 · 1851 · 1852 · 1853 · 1854 · 1855 · 1856 · 1857 · 1858 · 1859 · 1860 · 1861 · 1862 · 1863 · 1864 · 1865 · 1866 · 1867 · 1868 · 1869 ·  1870 · 1871 · 1872 · 1873 · 1874 · 1875 · 1876 · 1877 · 1879 ·  1880 · 1881 · 1882 · 1883 · 1884 · 1885 · 1886 · 1888 · 1889 · 1890 · 1891 · 1892 · 1893 · 1894 · 1895 · 1896 · 1897 · 1898 · 1899 · >>>
Brugnummers 1817, Brug 1819, 1820, 1825, 1878, 1887  zijn niet (meer) vergeven.